# Fadogia spectabilis
Fadogia spectabilis är en måreväxtart som beskrevs av Milne-redh.. Fadogia spectabilis ingår i släktet Fadogia och familjen måreväxter. Inga underarter finns listade i Catalogue of Life.